# テレビジオン
テレビジオン株式会社は、東京都港区に本社を置く、テレビ・ラジオ番組の企画制作事業、イベント企画制作事業を行う企業。関係会社の欧州物産株式会社では、ヨーロッパを中心とした製品の輸出入を行う。代表者はイザベルとベネのマサボ・イザベル・ナオミ。

## テレビ制作
- 連続テレビ小説「さくら」 (NHK)
- やっぱりニッポンが好き (NHK)
- 歴旅Qトラベラー (NHK)
- 天才ビット君 (教育テレビ)
- ハローニッポン (BS2)
- ガムシャラ旅行団 - EXエンタテイメント (275ch) 旅番組
- 九州三都浪漫

### NHKワールド
- もしもしにっぽん - （NHKワールド、2014年4月 - 2015年3月）
- imagine-nation - 日本のポップカルチャーを海外に紹介する番組
- Never Forget 3.11 - ドキュメンタリー

## ライブ・イベント制作
- 世界旅行博（現・ツーリズムEXPOジャパン）
- オートバックスM-1グランプリ
- JRAジャパンカップウェルカムパーティー
- アンスティチュ・フランセ（日仏会館）
- JATA Team Europe Media Day